# 香港電影金像獎協會
香港電影金像獎協會（英語：Hong Kong Film Awards Association）是香港電影金像獎的主辦機構，於1993年12月正式註冊為非牟利團體「香港電影金像獎協會有限公司」。該協會負責統籌每年一度的香港電影金像獎頒獎典禮，旨在推動香港電影工業發展及表揚優秀電影作品。
香港電影金像獎協會的日常運作及決策事務由董事局負責，現時董事局成員由香港17個主要電影專業協會代表組成，涵蓋導演、編劇、演員、攝影、剪接等不同電影專業範疇。根據協會章程，董事局成員每三年進行一次改選，以確保組織的代表性與專業性。現任董事局主席為爾冬陞，他自2016年起接替陳嘉上擔任此職務 。
在財政方面，香港電影金像獎協會作為非牟利機構，主要收入來源包括電視台及電台的轉播權費用、海外發行授權收入，以及部分商業贊助。這些資金用於支付頒獎典禮的製作費用、協會日常行政開支，以及推動各項電影文化活動。近年來，協會亦積極拓展與內地及海外電影機構的合作，以提升香港電影的國際影響力。
香港電影金像獎協會除了主辦年度頒獎典禮外，亦參與多項電影文化推廣工作，包括舉辦電影講座、展映活動，以及與大專院校合作培育電影人才。2020年起，因應COVID-19疫情影響，協會曾調整頒獎典禮形式，包括延期舉辦及限制現場觀眾人數，同時加強線上直播安排。

## 組成協會
- 香港電影導演會
- 香港影業協會
- 香港戲院商會
- 香港電影商協會
- 香港電影剪輯協會
- 香港電影編劇家協會
- 香港演藝人協會
- 香港動作特技演員公會
- 香港專業電影攝影師學會
- 香港電影美術學會
- 香港電影製作行政人員協會
- 香港電影燈光協會
- 香港電影後期專業人員協會
- 香港電影作曲家協會

## 歷届董事局主席
| 任別 | 年度           | 董事局主席           |
| ---- | -------------- | -------------------- |
| 1    | 1994年至1996年 | 洪祖星               |
| 2    | 1996年至2000年 | 吳思遠               |
| 3    | 2000年至2001年 | 成龍（由張同祖代行） |
| 4    | 2001年至2003年 | 張同祖               |
| 5    | 2003年至2007年 | 文雋                 |
| 6    | 2007年至2015年 | 陳嘉上               |
| 7    | 2015年至2026年 | 爾冬陞               |

## 歷届董事局成員

### 2011年至2013年

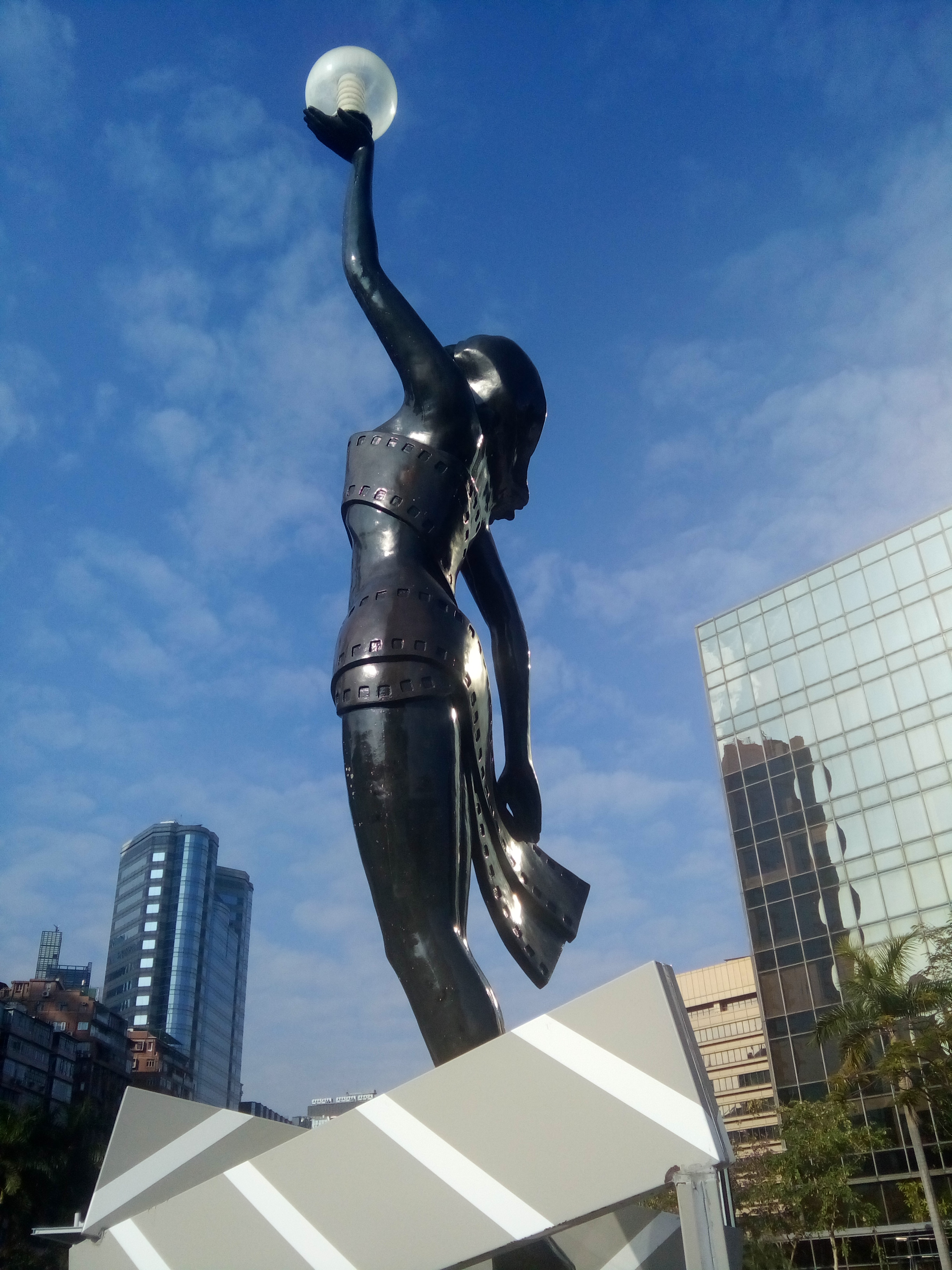
香港電影金像獎

| 主席      | 陳嘉上   | 香港電影導演會           |
| 副主席    | 陳慶嘉   | 香港電影編劇家協會       |
| 副主席    | 曾志偉   | 香港演藝人協會           |
| 董事/司庫 | 梁李少霞 | 香港影業協會             |
| 董事      | 莊澄     | 香港電影商協會           |
| 董事      | 周國忠   | 香港電影剪輯協會         |
| 董事      | 何劍雄   | 香港電影美術學會         |
| 董事      | 談智偉   | 香港專業電影攝影師學會   |
| 董事      | 黃寶珠   | 香港戲院商會             |
| 董事      | 車崇健   | 香港動作特技演員公會     |
| 董事      | 田啟文   | 香港電影製作行政人員協會 |
| 董事      | 許德祥   | 香港電影燈光協會         |
| 董事      | 馮子昌   | 香港電影後期專業人員協會 |

### 2013年至2015年
| 主席      | 陳嘉上   | 香港電影導演會           |
| 副主席    | 劉偉強   | 香港專業電影攝影師學會   |
| 副主席    | 曾志偉   | 香港演藝人協會           |
| 董事/司庫 | 梁李少霞 | 香港影業協會             |
| 董事      | 文雋     | 香港電影編劇家協會       |
| 董事      | 黃寶珠   | 香港戲院商會             |
| 董事      | 錢嘉樂   | 香港動作特技演員公會     |
| 董事      | 周國忠   | 香港電影剪輯協會         |
| 董事      | 何劍雄   | 香港電影美術學會         |
| 董事      | 田啟文   | 香港電影製作行政人員協會 |
| 董事      | 許德祥   | 香港電影燈光協會         |
| 董事      | 何麗嫦   | 香港電影商協會           |
| 董事      | 馮子昌   | 香港電影後期專業人員協會 |

### 2015年至2017年
| 主席      | 爾冬陞   | 香港電影導演會           |
| 副主席    | 陳嘉上   | 香港電影商協會           |
| 副主席    | 梁李少霞 | 香港影業協會             |
| 董事/司庫 | 周國忠   | 香港電影剪輯協會         |
| 董事      | 文雋     | 香港電影編劇家協會       |
| 董事      | 黃寶珠   | 香港戲院商會             |
| 董事      | 錢嘉樂   | 香港動作特技演員公會     |
| 董事      | 任達華   | 香港演藝人協會           |
| 董事      | 何劍雄   | 香港電影美術學會         |
| 董事      | 田啟文   | 香港電影製作行政人員協會 |
| 董事      | 姜國民   | 香港專業電影攝影師學會   |
| 董事      | 文振榮   | 香港電影燈光協會         |
| 董事      | 馮子昌   | 香港電影後期專業人員協會 |

### 2017年至2019年
| 主席      | 爾冬陞   | 香港電影導演會           |
| 副主席    | 梁李少霞 | 香港影業協會             |
| 副主席    | 文雋     | 香港電影編劇家協會       |
| 董事/司庫 | 周國忠   | 香港電影剪輯協會         |
| 董事      | 任達華   | 香港演藝人協會           |
| 董事      | 錢嘉樂   | 香港動作特技演員公會     |
| 董事      | 姜國民   | 香港專業電影攝影師學會   |
| 董事      | 黃寶珠   | 香港戲院商會             |
| 董事      | 何劍雄   | 香港電影美術學會         |
| 董事      | 田啟文   | 香港電影製作行政人員協會 |
| 董事      | 文振榮   | 香港電影燈光協會         |
| 董事      | 陳慶嘉   | 香港電影商協會           |
| 董事      | 靳夢麗   | 香港電影後期專業人員協會 |

### 2019年至2022年
| 主席      | 爾冬陞   | 香港電影導演會           |
| 副主席    | 梁李少霞 | 香港影業協會             |
| 副主席    | 莊澄     | 香港電影商協會           |
| 董事/司庫 | 周國忠   | 香港電影剪輯協會         |
| 董事      | 文雋     | 香港電影編劇家協會       |
| 董事      | 余安安   | 香港演藝人協會           |
| 董事      | 錢嘉樂   | 香港動作特技演員公會     |
| 董事      | 姜國民   | 香港專業電影攝影師學會   |
| 董事      | 黃寶珠   | 香港戲院商會             |
| 董事      | 劉天蘭   | 香港電影美術學會         |
| 董事      | 田啟文   | 香港電影製作行政人員協會 |
| 董事      | 文振榮   | 香港電影燈光協會         |
| 董事      | 陳樹幟   | 香港電影後期專業人員協會 |
| 董事      | 韦启良   | 香港电影作曲家协会       |

### 2022年至2024年
| 主席      | 爾冬陞   | 香港電影導演會           |
| 副主席    | 莊澄     | 香港電影商協會           |
| 副主席    | 文雋     | 香港電影編劇家協會       |
| 董事/司庫 | 周國忠   | 香港電影剪輯協會         |
| 董事      | 梁李少霞 | 香港影業協會             |
| 董事      | 余安安   | 香港演藝人協會           |
| 董事      | 錢嘉樂   | 香港動作特技演員公會     |
| 董事      | 姜國民   | 香港專業電影攝影師學會   |
| 董事      | 黃寶珠   | 香港戲院商會             |
| 董事      | 劉天蘭   | 香港電影美術學會         |
| 董事      | 林淑賢   | 香港電影製作行政人員協會 |
| 董事      | 王文彬   | 香港電影燈光協會         |
| 董事      | 麥振鴻   | 香港電影後期專業人員協會 |
| 董事      | 韋啟良   | 香港電影作曲家協會       |

### 2024年至2026年
| 主席   | 爾冬陞 | 香港電影導演會           |
| 副主席 | 林淑賢 | 香港電影製作行政人員協會 |
| 副主席 | 文雋   | 香港電影編劇家協會       |
| 司庫   | 麥振鴻 | 香港電影後期專業人員協會 |
| 董事   | 唐慶枝 | 香港影業協會             |
| 董事   | 張繼聰 | 香港演藝人協會           |
| 董事   | 錢嘉樂 | 香港動作特技演員公會     |
| 董事   | 姜國民 | 香港專業電影攝影師學會   |
| 董事   | 黃寶珠 | 香港戲院商會             |
| 董事   | 劉天蘭 | 香港電影美術學會         |
| 董事   | 黃海   | 香港電影剪輯協會         |
| 董事   | 馬文能 | 香港電影燈光協會         |
| 董事   | 葉采得 | 香港電影商協會           |
| 董事   | 韋啟良 | 香港電影作曲家協會       |
| 董事   | 龔兆平 | 香港電影副導演會         |
| 董事   | 呂麗樺 | 香港影視聲畫製作協會     |
| 董事   | 余國亮 | 香港電影視覺特效協會     |

## 外部連結
- 關於香港電影金像獎 （页面存档备份，存于）